# Jan Ziarnko
Jan Ziarnko, Jean Le Grain, Grano (ur. ok. 1575 we Lwowie, zm. ok. 1630 w Paryżu) – malarz, rytownik i sztycharz.

## Życiorys
Jego rodzicami byli Anna i Marcin, lwowski stolarz. Miał dwóch młodszych braci – Marcina (malarza) i Józefa. Początkowo związany ze Lwowem, w 1596 wyzwolony na mistrza w cechu lwowskich malarzy rzymskokatolickich.
Następnie wyjechał do Włoch i Francji. Pracował głównie w Paryżu, gdzie związał się z dworem Ludwika XIII.

## Dzieła i twórczość
Tworzył ryciny w technice akwafortowej oraz miedziorytniczej, przedstawiające sceny zbiorowe i portrety alegoryczne (m.in. związane z historią Francji – Posiedzenie Stanów Generalnych, 1614). Wykonywał też frontyspisy do książek i rysunkowe cykle ilustracyjne (m.in. 24 sztychy do Apokalipsy). Był także autorem znaków heraldycznych z herbami Daniłowiczów i Chodkiewiczów.
Jego pierwszą znaną pracą jest sztychowany portret papieża Leona XI (1605).
Słynną ryciną Jana Ziarnki jest Sabat czarownic (1612) zamieszczony w Tableau de l’inconstance des mauvais anges et démons francuskiego prawnika i demonologa Pierre’a de Lancre’a.

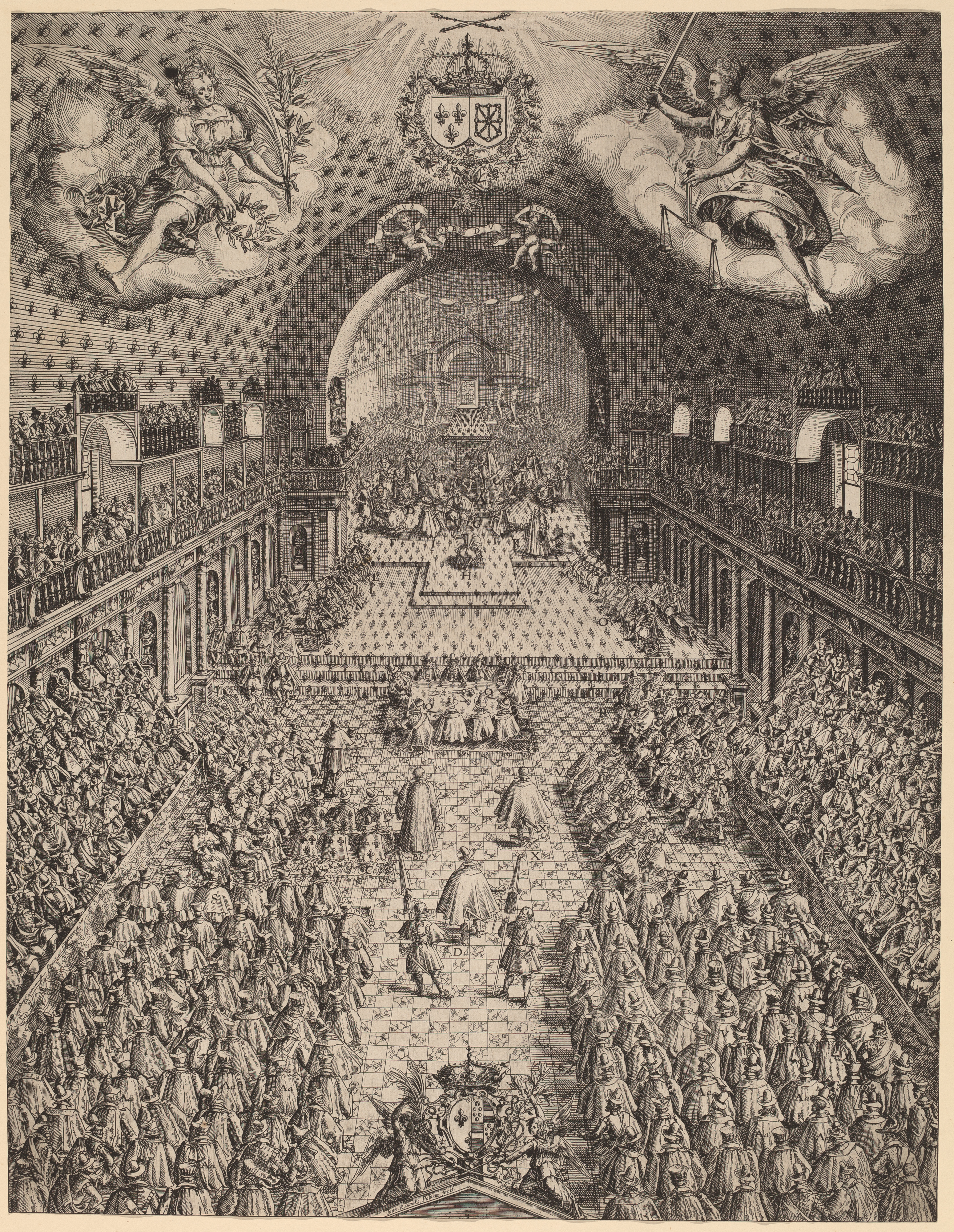
Jan Ziarnko, Posiedzenie Stanów Generalnych (Les Etats Generaux de France), 1614